# Альфред Фіцрой, 8-й герцог Графтон
Альфред Вільям Мейтленд Фіцрой, 8-й герцог Графтон (3 березня 1850 — 10 січня 1930), іменований лордом Альфредом Фіцроєм між 1882 і 1912 роками та графом Юстон між 1912 і 1918 роками — другий син Августа Фіцроя, 7-го герцога Графтона та його дружини Анни Бальфур, дочки Джеймса Бальфура (-1845) і тітки Артура Бальфура. Його старший брат і спадкоємець герцогства Генрі Джеймс Фіцрой, граф Юстон, помер у 1912 році, перед смертю їхнього батька. Він був лейтенантом Колдстрімської гвардії і підпоручником Саффолка.
27 квітня 1875 року він вперше одружився з Маргарет Роуз Сміт (1855—1913) і мав трьох дітей:
- Леді Ліліан Роуз Фіцрой (1876—1960), дружина Чарльза Робертсона; без потомства.
- Леді Мері Маргарет Фіцрой (1877—1966); померла неодруженою.
- Вільям Генрі Альфред Фіцрой, віконт Іпсвіч (1884—1918); одружився з Оріол Брогем і мав з нею дітей: Сина Джона Фіцроя, 9-го герцога Графтона, і двох дочок: Маргарет Джейн, дружину генерал-майора сера Джона Нельсона і Мері-Роуз. Він воював у Першій світовій війні і загинув у авіакатастрофі 23 квітня 1918 року.

8-й герцог вдруге одружився з Сюзанною Мері Мактаггарт-Стюарт (1878—1961) 8 січня 1916 року та мав двох дочок:
- Леді Ельфріду Марі Сусанну ФіцРой (1919—1920)
- Леді Сесілію Бланш Женев'єв Фіцрой (1922—1974), дружина лорда Говарда з Гендерскельфе і мала дітей.

15 березня 1920 року він був призначений підпоручником Саффолка.
Герцог помер у 1930 році, відтак його спадкоємцем став його онук Джон, граф Юстон.